# San Fernando de Bacuit
San Fernando
es un barrio rural  del municipio filipino de primera categoría de El Nido perteneciente a la provincia  de Paragua en Mimaro,  Región IV-B.
En 2007 San Fernando contaba con 1.576 residentes.

## Geografía
El municipio de El Nido se encuentra 238 kilómetros al noreste de Puerto Princesa,  capital provincial. 
Su término ocupa el extremo meridional de isla Paragua. Linda al norte con la  isla de Linapacán y otras  del grupo de las islas Calamianes; al sur con el municipio vecino de Taytay; al este con el Mar de Joló frente a las islas que forman el municipio de Agutaya; y al oeste con el  mar de la China Meridional, conocido localmente como el Mar del Oeste de Filipinas.
Linda al norte con el barrio de Teniguibán y también con el mar; al sur con el barrio de Sibaltán; al este con el mar frente a la isla de Binulbulán que forma parte del barrio de Pical en el municipio vecino de Linapacán; y al oeste con el de Barotuán,en el interior de la isla.

### Demografía
El barrio  de San Fernando  contaba  en mayo de 2010 con una población de 1.796 habitantes.

## Historia
Bacuit formaba parte de la provincia española de  Calamianes, una de las de las 35 provincias de la división política del archipiélago Filipino, en la parte llamada de Visayas. Pertenecía a la audiencia territorial  y Capitanía General de Filipinas, y en lo espiritual a la diócesis de Cebú.
Este barrio de San Fernando fue creado el 21 de junio de 1957, comprendiendo los sitios de Panian, Madorianen, Dipnay, Maubog, Guenleng, Palabuayan, Parañgaycayan, San Pablo y Olac-Olacan.